# Pyrilla sumatrensis
Pyrilla sumatrensis är en insektsart som beskrevs av Baker 1925. Pyrilla sumatrensis ingår i släktet Pyrilla och familjen Lophopidae. Inga underarter finns listade i Catalogue of Life.